# Усть-Ваеньгское сельское поселение
Усть-Ва́еньгское се́льское поселе́ние или муниципа́льное образова́ние «Усть-Ваеньгское» — упразднённое муниципальное образование со статусом сельского поселения в Виноградовском муниципальном районе Архангельской области.
Соответствовало административно-территориальной единице в Виноградовском районе — Усть-Ваеньгский сельсовет.
Административный центр — посёлок Усть-Ваеньга.
С 4 июля 2021 года упразднено в связи с преобразованием муниципального района в муниципальный округ.

## География
Усть-Ваеньгское сельское поселение находится в центре Виноградовского муниципального района, на правом берегу Северной Двины. Также выделяются реки Ваеньга и Малая Шеньга. В 12 км к северо-востоку от Усть-Ваеньги находится озеро Шундозеро. На юге поселение граничит с Осиновским, на севере — с Моржегорским сельскими поселениями.

## История
Муниципальное образование было образовано в 2006 году.
В 1926 году территория нынешнего Усть-Ваеньгского поселения относилась к Устьважской волости Шенкурского уезда.

## Население
Численность населения Усть-Ваеньгского сельского поселения на 1 января 2020 года — 784 человека.
| 2010 | 2011  | 2012  | 2013  | 2014 | 2015 | 2016 |
| ---- | ----- | ----- | ----- | ---- | ---- | ---- |
| 1058 | ↘1050 | ↘1046 | ↘1010 | ↘963 | ↘925 | ↘876 |
| 2017 | 2018  | 2019  | 2020  | 2021 |      |      |
| ↘840 | ↘832  | ↘797  | ↘784  | ↘643 |      |      |

В 2005 году было 1431 человек.

## Состав сельского поселения
В состав сельского поселения входят посёлки и деревни:
- Высокуша
- Гольцово
- Паница
- Сплавной
- Усть-Ваеньга

### Топографические карты
- Топографическая карта P-38-39,40. (Лист Усть-Ваеньга)
- Топографическая карта P-38-39,40. (Лист Березник)
- Усть-Ваеньгское поселение на Wikimapia